# Бер, Вильгельм
Вильгельм Бер (нем. Wilhelm Wolff Beer, 1797—1850) — немецкий банкир и астроном-любитель. Брат композитора Джакомо Мейербера и поэта Михаэля Бера.
В 1824 году Бер познакомился с Иоганном Медлером. В 1828—1837 годах они создали серию карт Луны выдающегося для того времени качества, а в 1830 году — первый глобус планеты Марс. В 1840 году они сделали карту Марса и определили его период вращения в 24 часа 37 мин 22,7 с, что на 0,1 секунды отличается от современного значения.

## Эпонимы
В честь Бера названы кратер на Луне и кратер на Марсе, а также астероид (1896) Бер.

## Публикации
- Beer W., Mädler J.H.: Der Mond nach seinen kosmischen und individuellen Verhältnissen oder allgemeine vergleichende Selenographie. Simon Schropp & Comp., Berlin 1837 (online)
- Beer W., Mädler J.H.: Physische Beobachtungen des Mars bei seiner Opposition im September 1830. Berlin 1830 (online, Volltext in Vorbereitung)
- Beer W., Mädler J.H.: Beiträge zur physischen Kenntniss der himmlischen Körper im Sonnensysteme. B. F. Voigt, Weimar 1841 (online)
- Wilhelm Beer: Bemerkungen über Zettel-Banken und Papiergeld, Berlin 1845
- Wilhelm Beer: Die Gefahren der Differential-Zölle und der Revision des Zolltarifs, Berlin 1848